# Hilchot HaRif
L'obra coneguda amb el nom de Hilchot HaRif (en hebreu: הלכות רב אלפס) (transliterat: Hilchot Rav Alfas) també anomenada Llibre de les lleis, i Sefer Halachot, va ser escrita en la ciutat de Fes, al Regne de Marroc, pel Rabí Isaac ben Jacob Alfassi ha-Cohen (nascut en 1013- mort en 1103) aquesta obra compila les decisions legals dels tractats del Talmud relacionats amb la halacà, la llei jueva, tal com era aplicada en aquella època. Alfassi va recopilar les decisions legals del Talmud de Babilònia, tot i que no va incloure a la seva obra les discussions rabíniques pròpies de la Guemarà. Per escriure la seva obra, Alfassi va excloure tot el material rabínic no legal del text del Talmud. El llibre del Hilchot HaRif, va esdevenir la base i la font, per a moltes altres obres rabíniques posteriors.
Entre elles el Mixné Torà de Maimònides, l'Arba Turim de Jacob ben Aixer, i el Xulhan Arukh del Rabí Yossef Qaro.